# Constantijn Huygens
Constantijn Huygens (født 4. september 1596 i Haag, død 28. marts 1687 sammesteds) var en nederlandsk forfatter. Han var far til Christian Huygens.
Hans fader var statsrådets sekretær og opdrog sin søn til at indtage en fremragende stilling i statens tjeneste. Han foretog flere rejser med hollandske gesandtskaber til Italien og England. I 1625 udnævnte prins Frederik Henrik ham til sin privatsekretær, og 1630 gjorde han ham tillige til rådsherre og regnemester, og i denne egenskab tjente han Huset Oranien under vekslende regenter indtil sin høje alderdom. Huygens' første litterære arbejde: Doris oft Herdersklachte var et digt i hyrdestil, men farvet af personlige oplevelser. Så fulgte Ses boecken van de ledighe uren (1625) og forskellige religiøse betragtninger som en forklaring af de 12 artikler i den kristene tro. Skønt han var indført i den Hooftske kreds, viste han dog en afgjort forkærlighed for Jacob Cats, hvem han stod nærmere i anskuelser og følelser såvel på det religiøse som på det borgerlige område. Af hans senere skrifter nævner vi: Eufrasia Oogh-en-troost aen Parthenine, bejaerde maeghd: over de verduijsteringh van haer een ooghe (1647) og Heijlige dagen (1648). Og et lystspil Trijntje Cornelis og en samling bryllupsdigte. Han er ofte noget plat og usikker i sin smag; hans flugt går ikke højt, men i et stykke som Trijntje Cornelis, hvis fabel er lånt fra Decameron, udfolder han en djærv og bred folkelig lystighed. Hans Mémoires udgaves af Jorissen (1883); en fuldstændig udgave af hans digte udkom i Groningen 1892 ff.

## Uddannelse
Constantijn var et begavet barn. Hans bror Maurits og han blev uddannet dels af deres far, dels af omhyggeligt instruerede guvernører. Da de var fem år gamle, fik de deres første musikalske uddannelse.

### Musikundervisning
De begyndte med sangundervisning, og de lærte noder ved hjælp af guldfarvede knapper på deres jakker. Det er slående, at Christiaan senior formidlede det "moderne" system med syv node-navne til drengene i stedet for det traditionelle, meget mere komplicerede hexachord-system. To år senere begyndte de første spillelektioner i violin, fulgt af lut og cembalo. Constantijn viste særlig evne til at spille lut. I en alder af 11 år blev han bedt om at spille med ensembler, og under sine diplomatiske rejser var hans lutspil efterspurgt; han blev bedt om at spille ved det danske hof og for James I af England. I sine senere år lærte han også at spille den mere moderne guitar. I 1647 udgav han i Paris sin Pathodia sacra et profana med sine kompositioner af airs de cour på fransk, madrigaler på italiensk og salmer på latin.

### Kunstinstruktion
De blev også undervist i kunst gennem deres forældres kunstsamling, men også deres forbindelse til den storslåede samling af malerier i Antwerpen-huset tilhørende diamant- og smykkehandler Gaspar Duarte (1584–1653), der var en portugisisk jøde i eksil.

### Sprogundervisning
Constantijn havde også talent for sprog. Han lærte fransk, latin og græsk og i en senere alder italiensk, tysk og engelsk. Han lærte ved at bruge sproget i praksis, hvilket var tidens moderne indlæringsmetode. Constantijn modtog undervisning i matematik, jura og logik, og han lærte at håndtere en pike og en musket.
I 1614 skrev Constantijn sit første hollandske digt, inspireret af den franske digter Guillaume de Salluste Du Bartas, hvori han roser livet på landet. I begyndelsen af 20'erne blev han forelsket i Dorothea, men deres forhold varede ikke ved, og Dorothea mødte en anden.
I 1616 begyndte Maurits og Constantijn studier ved Leidens Universitet. At studere i Leiden blev set som en måde at opbygge et socialt netværk på. Kort efter blev Maurits kaldt hjem for at hjælpe sin far. Constantijn afsluttede sine studier i 1617 og vendte hjem. Det blev fulgt af seks ugers træning med advokat Antonis de Hubert i Zierikzee. De Hubert engagerede sig i studiet af sprog og skrift efter at have haft konsultationer med Pieter Corneliszoon Hooft, Laurens Reael og Joost van den Vondel om sprog og ortografi i 1623.

## Tidlig karriere
I foråret 1618 fandt Constantijn beskæftigelse hos sir Dudley Carleton, den engelske udsending ved Domstolen i Haag. Om sommeren blev han i London hos den hollandske ambassadør Noël de Caron. I sin tid i London udvidede hans sin sociale bekendtskabskreds, og han lærte at tale engelsk. I slutningen af den 12-årige våbenhvile rejste han i 1620 som sekretær for ambassadør François van Aerssen til Venedig for at få støtte mod truslen om fornyet krig. Han var det eneste medlem af legationen, der kunne tale italiensk. I januar 1621 rejste han til England som sekretær for seks udsendinge fra De Forenede Provinser for at overtale James I til at støtte den tyske protestantiske union, der vendte tilbage i april samme år. I december 1621 tog han afsted med en anden delegation for at anmode om støtte til De Forenede provinser og vendte tilbage efter et år og to måneder i februar 1623. Han foretog endnu en rejse til England i 1624.

### Muiderkring
Han betragtes ofte som et medlem af det, der er kendt som Muiderkring, en gruppe af førende intellektuelle samlet omkring digteren Pieter Corneliszoon Hooft, der mødtes regelmæssigt på slottet i Muiden ved Amsterdam. I 1619 kom Constantijn i kontakt med Anna Roemers Visscher og med Pieter Corneliszoon Hooft. Huygens udvekslede mange digte med Anna. I 1621 starter også en poetisk udveksling med Hooft. Begge prøvede at overgå den anden. I oktober samme år sendte Huygens Jacob Cats et stort digt med titlen  't Voorhout, om et skovområde ved Haag. I december begyndte han at skrive  't Kostelick Mal, en satirisk behandling af vrøvl i moden. I 1623 skrev Huygens sin Printen, en beskrivelse af flere karakteristika hos mennesker. Dette satiriske, moraliserende værk var et af de vanskeligste af Huygens' digte. Samme år blev Maria Tesselschade og Allard Crombalch gift. Til denne begivenhed skrev Huygens, Hooft og Vondel vers. Under festivalen flirtede Constantijn med Machteld af Camps. Som et resultat skrev han digtet Vier en Vlam. I 1625 blev værket Otia, eller Ledige Uren, offentliggjort. Dette værk var hans samlede digte.

## Engelsk ridderskab og ægteskab
I 1622, da Constantijn opholdt sig som diplomat i mere end et år i England, blev han adlet af kong James I. Det markerede afslutningen på Constantijns formative år og hans ungdom. Huygens blev ansat som sekretær for Frederick Henry, fyrste af Orange, der - efter Maurits af Oranges død - blev udnævnt til statholder. I 1626 blev Constantijn forelsket i Suzanna van Baerle. Tidligere forsøg fra Huygens-familiens side på at vinde hende for Maurits havde fejlet. Constantijn skrev flere sonetter til hende, hvor han kalder hende Sterre (stjerne). De blev gift den 6. april 1627.
Huygens beskriver deres ægteskab i Dagh-werck, om en dag. Han arbejdede med dette stykke, der indeholder næsten 2.000 linjer, i alle de år, de var gift.
Parret havde fem børn: i 1628 var deres første søn, Constantijn Jr., i 1629 Christiaan, i 1631 Lodewijk og i 1633 Philips. I 1637 blev deres datter Suzanna født; kort efter hendes fødsel døde deres mor.

## Senere karriere og fransk ridderskab
Huygens indledte en succesrig karriere på trods af sin sorg over sin hustrus død (1638). I 1630 blev han udnævnt til rådet og skatten, hvor han administrerede Orange-familien ejendom. Det gav ham en indkomst på ca. 1000 floriner om året. Samme år købte han heerlijkheid Zuilichem og blev kendt som "Herre af Zuilichem" (på hollandsk: Heer van Zuilichem). I 1632 udnævnte Ludvig XIII af Frankrig - beskytteren for den berømte landflygtige jurist Hugo Grotius - ham til ridder af Saint-Michel-ordenen. I 1643 fik Huygens æren af at kunne vise en gylden lilje på et blåt felt i sit våbenskjold.
I 1634 modtog Huygens af prins Frederick Henry en ejendom i Haag på nordsiden af Binnenhof. Den lå ved en ejendom tilhørende en god ven af Huygens, grev Johan Maurits af Nassau-Siegen, der byggede sit hus, Mauritshuis, på omkring samme tid og brugte den samme arkitekt, Huygens' ven Jacob van Campen.

### Korrespondance
Bortset fra sit medlemskab af Muiderkring, var han i først i 1630'erne også i kontakt med René Descartes,  Rembrandt og maleren Jan Lievens. Han blev ven med John Donne og oversatte hans digte til hollandsk. Han var ude af stand til at skrive poesi i flere måneder på grund af sin hustrus død, men til sidst komponerede han inspireret af Petrarca sonetten Op de dood van Sterre (Om Sterres død), som blev godt modtaget. Han føjede digtet til sit Dagh-werck, som han forlod uafsluttet: den dag, han har beskrevet, er endnu ikke afsluttet, men hans Sterre er allerede død. Efter at have sendt det ufærdige værk til forskellige venner til godkendelse, offentliggjorde han det til sidst i 1658 som en del af sine Koren-bloemen.
Huygens korresponderede også med Margaret Croft og Elizabeth Dudley, grevinde af Löwenstein, damer tilknyttet Elizabeth Stuart, dronning af Bøhmen og Mary Woodhouse, en ven han fik i London i 1622.

## Hofwijck
Efter et par år som enkemand købte Huygens et stykke jord i Voorburg og bestilte bygningen af Hofwijck. Hofwijck blev indviet i 1642 i selskab med venner og familie. Her håbede Huygens at undslippe stresset ved hoffet i Haag og dannede sit eget "hof", angivet med navnet på huset, der har en dobbelt betydning: Hof (= hof eller gårdsplads) Wijck (= undgå). Samme år døde hans bror Maurits. På grund af sorg skrev Huygens lidt hollandsk poesi, men han fortsatte med at skrive epigrammer på latin. Kort efter begyndte han at skrive hollandske ordspil og digte, som er meget legende af natur. I 1644 og 1645 begyndte Huygens mere seriøst arbejde. Som nytårsgave til Leonore Hellemans komponerede han Heilige Daghen, en serie af sonetter på de kristne festdage. I 1644 blev et kranset portræt af Huygens malet af Daniel Seghers og Jan Cossiers: det hænger nu i Mauritshuis. I 1647 udgav han et andet værk, hvor leg og alvor samles, Ooghentroost, til Lucretia af Trello, der mistede sit syn og allerede var halvblind. Digtet var en trøst.
Fra 1650 til 1652 skrev Huygens digtet Hofwijck, hvori han beskrev glæderne ved at bo uden for byen. Det menes, at Huygens skrev sin poesi som et vidnesbyrd om sig selv, et memento mori, fordi Huygens mistede så mange kære venner og familie i denne tid: Hooft (1647), Barlaeus (1648), Maria Tesschelschade (1649) og Descartes (1650).

## Forfatterskab
- Ukendt år - Spaense wijsheit
- 1621 - Batava Tempe, dat is 't Voor-hout van 's-Gravenhage
- 1622 - Kerkuria mastix, satyra, 't Costelick mall
- 1623 - De uytlandighe herder
- 1624 - Stede-stemmen en dorpen
- 1624 - Zedeprinten
- 1625 - Otiorum libri sex en Otia, of Ledighe Uren
- 1638 - Dagh-werck
- 1641 - Ghebruyck en onghebryck van 't orgel
- 1644 - Momenta desultoria (rvideret udgave 1655)
- 1647 - Eufrasia, Ooghentroost. Aen Parthenine, bejaerde maecht, over de verduysteringh van haer een ooghe
- 1647 - Heilighe daghen
- 1647 - Pathodia sacra et profana
- 1653 - Trijntje Cornelis
- 1653 - Vitaulium. Hofwijck, Hofstede vanden Heere van Zuylichem onder Voorburgh
- 1656-1657 - Vertaalde spreekwoorden
- 1658 - Korenbloemen (revideret udgave 1672)
- 1667 - Zee-straet
- 1841 - Cluys-werck (udgivet af W.J.A. Jonckbloet)